# 코타키나발루 국제공항
코타키나발루 국제공항(영어: Kota Kinabalu International Airport (KKIA), IATA: BKI, ICAO: WBKK)은 말레이시아 사바주의 주도(州都) 코타키나발루에 위치한 말레이시아 제 2의 공항이다. 매년 390만명이 국내선과 국제선을 이용하고 있다.

## 개요
2005년에 말레이시아 정부는 12억 링깃의 예산으로 이 공항의 리노베이션과 확장을 할 계획을 승인했는데, 그에 의하면 2,987미터의 활주로를 3,780미터로 늘리고 주 터미널의 계류장을 34,000제곱미터에서 84,000제곱미터로 확장하여 말레이시아 제2 규모의 공항으로 만들어 연간 1천만명의 승객을 수용한다는 것이다. 신공항 터미널 건물은 다섯대의 보잉 747과 두 대의 에어버스 A330, 열 대의 보잉 737, 세 대의 포커 50, 그리고 세 대의 도니에 기를 동시에 수용할 수 있게 된다. 또 승객이 이용할 17개의 탑승교도 갖추게 된다.

## 터미널

### 터미널 1
1번 터미널은 보다 최신이며, 한국어로 되어 있다. 이것은 케파얀 키판, 할란 린타스, 그리고 케파 안에 있는 잘란푸타탄을 통해 접근할 수 있다. 본 터미널은 연간 9백만명의 승객을 수용할 수 있으며 다음과 같은 시설을 갖추고 있다.
- 국제및 국내선 체크인 카운터(64식)
- 수하물 X선 기계 5대(출발 시 3대, VIP용 1대 및 직원용 1대)
- 출입국 심사대 36개(출발 시 16개, 도착 시 20개)
- 수하물 컨베이어 6개
- 3층(개층:, : 도착:항공사 사무실 및 현지 출발, 3층:체크인 카 운터 및 국내선/항공 출발)
- 항공기를 수용할 수 있는 항공기 주차장(17식)
- 1,400개의 주차 베이

와발앙웃바운드 혼용용면세점점 '웨이크 업'바스켓 설계에 의해 영향을 받는다. 'W워키드'는, 사바한 전통에서, 의미 있는 여행을 준비하는 상징이다. 런구스및 바자구 민족 그룹의 일부 민족적 패턴 또한 바닥 타일 설계에 통합되었다. 레벨 1의 바닥 크기는 24,128 평방미터이고, 레벨 2는 18,511.4 제곱 미터이고, 레벨 3은 22,339 제곱 미터로, 모든 승객에게 충분한 공간을 제공한다.

### 터미널 2
터미널 2는 공항이 처음 지어졌을 때 최초의 터미널 건물이었다. 이것은 탄중 아루에 있는 얄런 멧 세일리를 통해 접근할 수 있고 터미널 1로부터 활주로 반대편에 위치하고 있다. 터미널을 이용하는 주요 항공사는 에어아시아인 전세 및 저가 항공사를 담당했다.
2006년에 완공한 터미널 2는 저비용 항공사들을 수용하기 위해 대대적인 개조와 확장을 겪었으며, 2007년 1월 1일 말레이시아 방문 2007년과 함께 재 개통되었다. 공사는 예정보다 27개월 앞당겨 완성되었다 이 공항에는 국내선 및 국제선용 26개 체크인 카운터와 B737및 A320항공기용 주차장 6개 그리고 수하물 X선 기계 7대, VIP룸 및 13개 출입국 관리 카운터가 있었다. 터미널은 연간 3백만명의 승객을 수용할 수 있는 용량을 가지고 있었다.
하지만, 제한된 확장 공간과 터미널 2의 혼잡 그리고 한 터미널에서 모든 항공사 운영을 통합하기 위해, 터미널 2의 항공사들은 터미널 1로 이동하라는 명령을 받았다. 항공사 측은 이에 반대했고, 항공사는 정부의 지침에도 불구하고 운항을 거부해, 2015년 8월 1일 현재 항공기 운항 제한 시간을 5회 초과했으며, 2015년 12월 2일 항공 화물은 항공 편 운항이 제한되었다.

## 운항 노선

### 국제선
| 항공사                | 목적지 |
| --------------------- | --- |
| 말레이시아 항공       | 도쿄(나리타), 타이페이(타오위안)                                                                                             |
| 에어아시아            | 광저우, 베이징(다싱), 서울(인천) - (2024년 3월 4일 신규취항), 선전, 싱가포르, 우한, 타이페이(타오위안), 항저우, 홍콩(첵랍콕) |
| 아시아나항공          | 계절편: 서울(인천) |
| 에어서울              | 서울(인천) |
| 에어부산              | 서울(인천), 부산 |
| 제주항공              | 서울(인천), 무안 |
| 진에어                | 서울(인천) |
| 중국남방항공          | 광저우 |
| 상하이 항공           | 상하이(푸둥) |
| 로얄 브루나이 항공    | 반다르스리브가완 |
| 스쿠트                | 싱가포르 |
| 에어아시아 인도네시아 | 자카르타(수카르노 하타) |
| 에어아시아 필리핀     | 마닐라 |
| 세부 퍼시픽           | 마닐라 |

### 국내선
| 항공사               | 목적지                                                                       |
| -------------------- | ---------------------------------------------------------------------------- |
| 말레이시아 항공      | 쿠알라룸푸르                                                                 |
| 에어아시아           | 쿠알라룸푸르, 미리, 빈툴루, 산다칸, 시부, 조호르바루, 코타바루, 쿠칭, 타와우 |
| 에어아시아 X         | 계절편: 쿠알라룸푸르                                                         |
| 바틱 에어 말레이시아 | 쿠알라룸푸르                                                                 |
| 파이어플라이         | 미리, 산다칸, 쿠칭, 타와우, 페낭                                             |
| MAS 윙스             | 라부안, 라와스, 림방, 물루                                                   |